# Espécies de Adesmia
De seguida são listadas as espécies pertencentes ao género botânico Adesmia, pertencente à família Fabales. Este género é composto por 375 espécies descritas e destas, apenas 225 aceites.

## A
- Adesmia aconcaguensis Burkart
- Adesmia acuta Burkart
- Adesmia adrianii Correa
- Adesmia aegiceras Philippi
- Adesmia ameghinoi Speg.
- Adesmia angustifolia
- Adesmia aphylla Clos
- Adesmia arachnipes Clos
- Adesmia araucana Philippi
- Adesmia araujoi Burkart
- Adesmia arenicola (R.E.Fr.) Burkart
- Adesmia argentea Meyen
- Adesmia argyrophylla Philippi
- Adesmia aromatica Burkart
- Adesmia aspera Hook. & Arn.
- Adesmia atacamensis Philippi
- Adesmia atuelensis Burkart
- Adesmia aucaensis Burkart
- Adesmia aueri Burkart
- Adesmia augustii J.F.Macbr.
- Adesmia aurantiaca (Dusen) Burkart
- Adesmia axillaris Philippi

## B

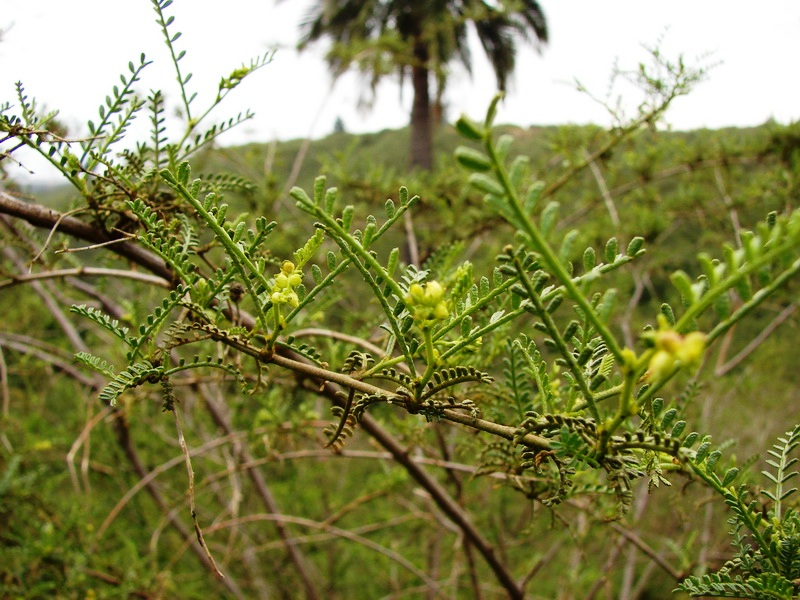
Adesmia balsamica

- Adesmia balsamica Colla
- Adesmia bedwellii Skottsb.
- Adesmia bicolor (Poiret) DC.
- Adesmia bijuga Philippi
- Adesmia boelckeana Burkart
- Adesmia boronioides Hook.f.
- Adesmia brachysemeon Philippi
- Adesmia bracteata Hook. & Arn.
- Adesmia brevivexillata Burkart
- Adesmia burkartii Correa

## C
- Adesmia cabrerae Burkart
- Adesmia caespitosa Philippi
- Adesmia calycicomosa Burkart
- Adesmia candida Hook.f.
- Adesmia canescens Philippi
- Adesmia capitellata (Clos) Hauman
- Adesmia ciliata Vogel
- Adesmia codonocalyx G.F.Grandjot
- Adesmia colinensis Philippi
- Adesmia coluteoides Hook. & Arn.
- Adesmia concinna Philippi
- Adesmia conferta Hook. & Arn.
- Adesmia confusa Ulibarri
- Adesmia coquimbensis Burkart
- Adesmia cordobensis Burkart
- Adesmia coronilloides Hook. & Arn.
- Adesmia corymbosa Clos
- Adesmia curvifolia Clos
- Adesmia cytisoides Griseb.

## D
- Adesmia darapskyana Philippi
- Adesmia davilae Philippi
- Adesmia denticulata Clos
- Adesmia denudata Philippi

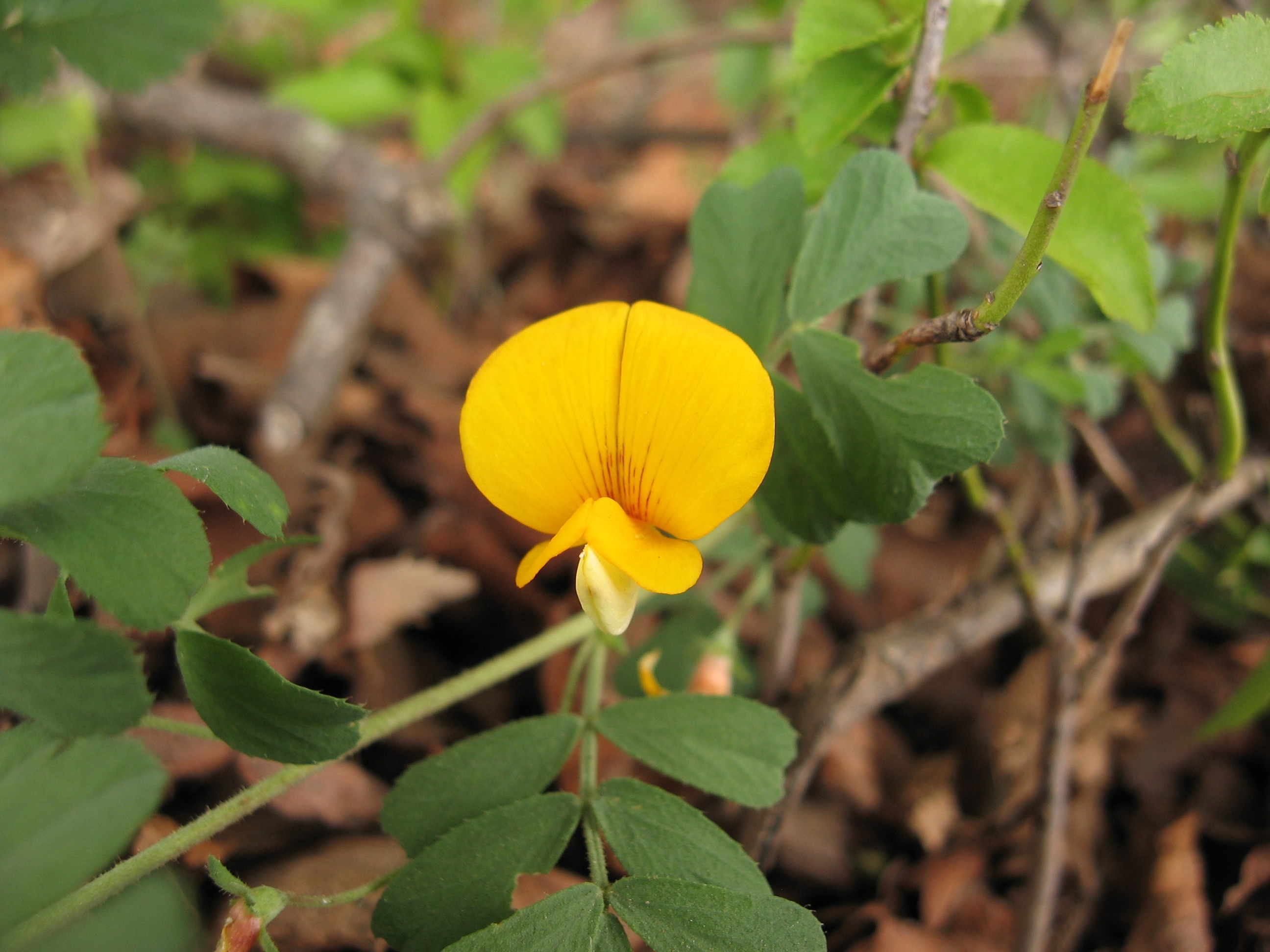
Adesmia denticulata

- Adesmia dessaueri (Reiche) Ulibarri
- Adesmia dichotoma Clos
- Adesmia digitata Burkart
- Adesmia disperma Philippi
- Adesmia dumosa Philippi

## E

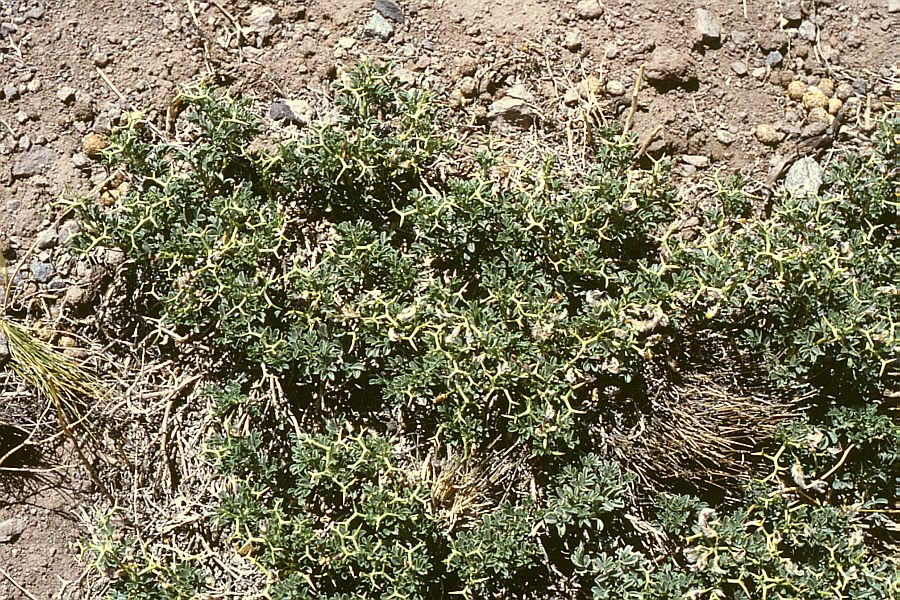
Adesmia echinus

- Adesmia echinus C.Presl
- Adesmia elata Clos
- Adesmia elegans Clos
- Adesmia emarginata Clos
- Adesmia eremophila Philippi
- Adesmia erinacea Philippi
- Adesmia exilis Clos

## F
- Adesmia fabrisii Burkart
- Adesmia filicaulis Philippi
- Adesmia filifolia Clos
- Adesmia filipes A.Gray
- Adesmia friesii Ulibarri
- Adesmia frigida Philippi
- Adesmia fuentesii G.F.Grandjot

## G
- Adesmia germainii Philippi
- Adesmia glandulifera (Rendle) Skottsb.
- Adesmia glauca Philippi
- Adesmia glaucescens Philippi
- Adesmia glomerula Clos
- Adesmia glutinosa Hook. & Arn.
- Adesmia godoyae Reiche
- Adesmia gracilis Vogel
- Adesmia gracillima I.M.Johnst.
- Adesmia graminidea Speg.
- Adesmia grandiflora Gillies
- Adesmia guttulifera Sandw.

## H
- Adesmia hemisphaerica Hauman
- Adesmia hirsuta Philippi
- Adesmia hispidula (Lagasca) DC.
- Adesmia horrida Hook. & Arn.
- Adesmia hunzikeri Burkart
- Adesmia hystrix Philippi
- Adesmia incana Vogel
- Adesmia inconspicua Philippi
- Adesmia inflexa Griseb

## J-K
- Adesmia jilesiana Burkart
- Adesmia kingii Philippi

## L

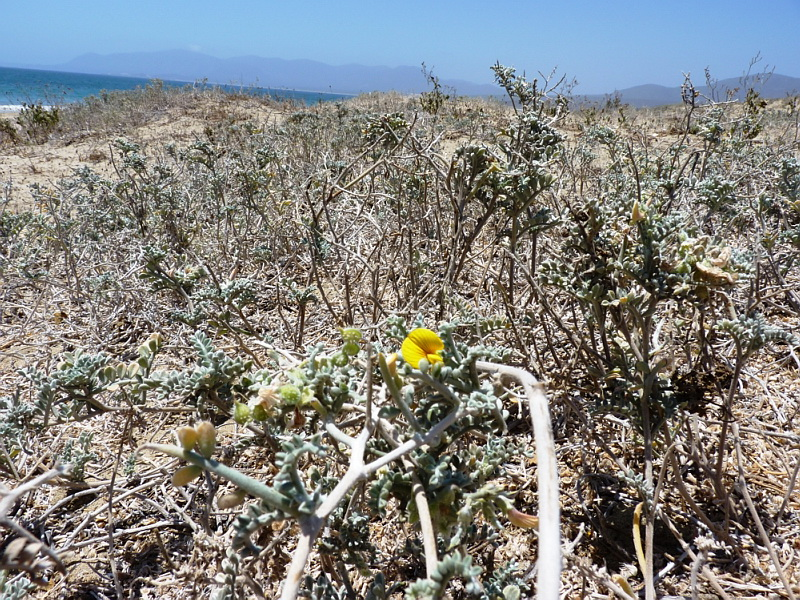
Adesmia littoralis

- Adesmia lanata Hook.f.
- Adesmia latifolia (Sprengel) Vogel
- Adesmia laxa Clos
- Adesmia leiocarpa Hook. & Arn.
- Adesmia leptobotrys Burkart
- Adesmia lihuelensis Burkart
- Adesmia littoralis Burkart
- Adesmia longipes Philippi
- Adesmia longiseta DC.
- Adesmia lotoides Hook.f.
- Adesmia loudonia Hook. & Arn.

## M

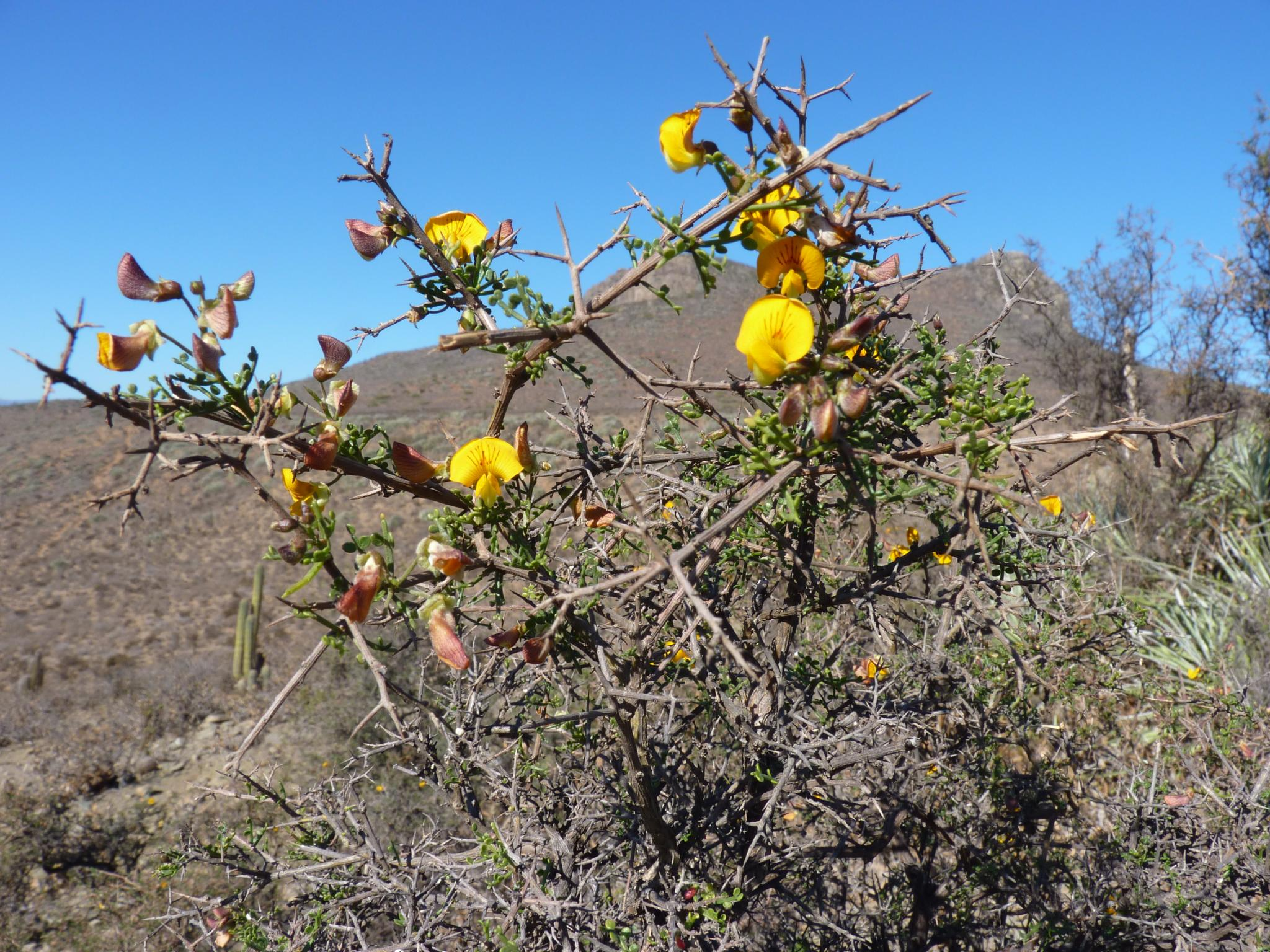
Adesmia microphylla

- Adesmia macrostachya Benth.
- Adesmia medinae (Reiche) Ulibarri
- Adesmia melanocaulos Philippi
- Adesmia melanthes Philippi
- Adesmia mendozana Ulibarri
- Adesmia micrantha Philippi
- Adesmia microcalyx Philippi
- Adesmia microphylla Hook. & Arn.
- Adesmia minor (Hook. & Arn.) Burkart
- Adesmia miraflorensis E.J.Remy
- Adesmia monosperma Clos
- Adesmia montana Philippi
- Adesmia mucronata Hook. & Arn.
- Adesmia multicuspis Clos
- Adesmia muricata (Jacq.) DC.

## N
- Adesmia neglecta Correa
- Adesmia nordenskioldii (R.E.Fr.) Cardenas

## O
- Adesmia obcordata Clos
- Adesmia obovata Clos
- Adesmia obscura Clos
- Adesmia occulta (R.E.Fr.) Burkart
- Adesmia odontophylla Philippi

## P
- Adesmia pampeana Speg.
- Adesmia papposa (Lagasca) DC.
- Adesmia paranensis Burkart
- Adesmia parviflora Clos
- Adesmia parvifolia Philippi
- Adesmia patagonica Speg.
- Adesmia patancana Ulbr.
- Adesmia pauciflora Vogel
- Adesmia pearcei Philippi
- Adesmia pedicellata Hook. & Arn.
- Adesmia pentaphylla Philippi
- Adesmia peraltae (Reiche) Ulibarri
- Adesmia phylloidea Clos
- Adesmia pinifolia Hook. & Arn.
- Adesmia pirionii I.M.Johnst.
- Adesmia polyphylla Philippi
- Adesmia propinqua Clos
- Adesmia prostrata Clos
- Adesmia pseudincana Burkart
- Adesmia pseudogrisea Burkart
- Adesmia psoraleoides Vogel
- Adesmia pumahuasiana Ulibarri
- Adesmia pumila Hook.f.
- Adesmia punctata (Poiret) DC.
- Adesmia pungens Clos
- Adesmia pusilla Philippi

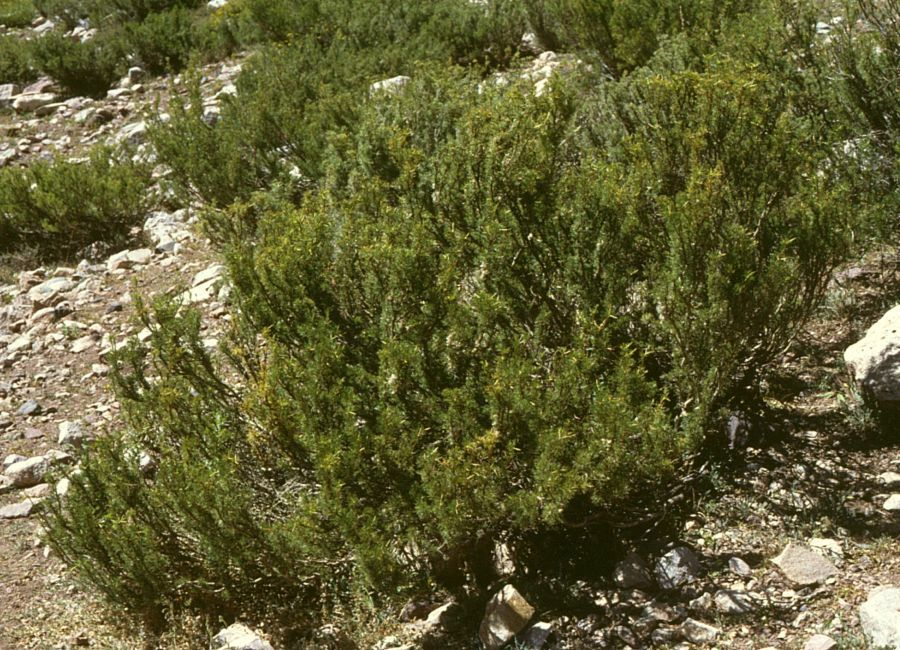
Adesmia pinifolia

- Adesmia quadripinnata (Hicken) Burkart

## R
- Adesmia radicifolia Clos
- Adesmia ragonesei Burkart
- Adesmia rahmeri Philippi
- Adesmia ramosissima Philippi
- Adesmia reclinata Muñoz
- Adesmia reitziana Burkart
- Adesmia renjifoana (Reiche) Ulibarri
- Adesmia resinosa (Reiche) Martic.
- Adesmia retrofracta Hook. & Arn.
- Adesmia retusa Griseb.
- Adesmia riojana Burkart
- Adesmia rocinhensis Burkart
- Adesmia rubroviridis Burkart
- Adesmia ruiz-lealii Correa

## S
- Adesmia salamancensis Burkart
- Adesmia salicornioides Speg.
- Adesmia sandwithii Burkart
- Adesmia sanjuanensis Burkart
- Adesmia schickendanztii Griseb.
- Adesmia schneideri Philippi
- Adesmia securigerifolia Herter
- Adesmia serrana Correa
- Adesmia sessiliflora Philippi
- Adesmia silvestrii Speg.
- Adesmia smithiae DC.
- Adesmia spinosissima Vogel
- Adesmia spuma Burkart
- Adesmia stenocaulon Hauman
- Adesmia subnuda (A.Gray)Burkart

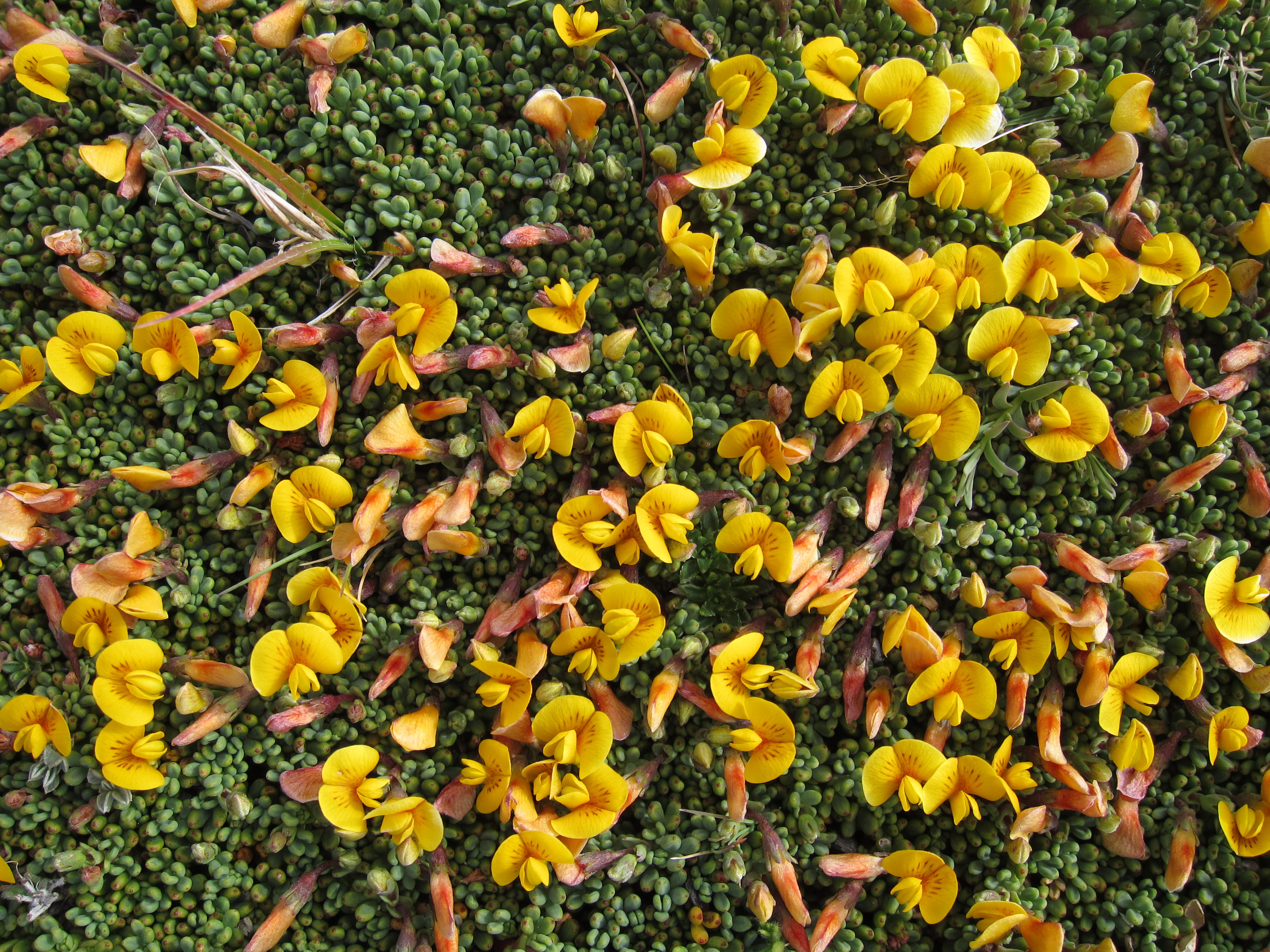
Adesmia salicornioides

- Adesmia subsericea (Chodat & Wilczek)Hauman
- Adesmia subterranea Clos
- Adesmia suffocata Hook.f.

## T
- Adesmia tehuelcha Speg.
- Adesmia tenella Hook. & Arn.
- Adesmia tomentosa Meyen
- Adesmia torcae Philippi
- Adesmia trifoliata Philippi
- Adesmia trifoliolata Hook. & Arn.
- Adesmia trijuga Hook. & Arn.
- Adesmia tristis Vogel
- Adesmia tunuianica Burkart

## U
- Adesmia unifoliolata Skottsb.
- Adesmia uspallatensis Hook. & Arn.

## V
- Adesmia verrucosa Meyen
- Adesmia villosa Hook.f.
- Adesmia virens Philippi
- Adesmia viscida Savi
- Adesmia viscidissima I.M.Johnst.
- Adesmia viscosa Hook. & Arn.
- Adesmia volckmannii Philippi
- Adesmia zoellneri Ulibarri